# Chlosyne janais

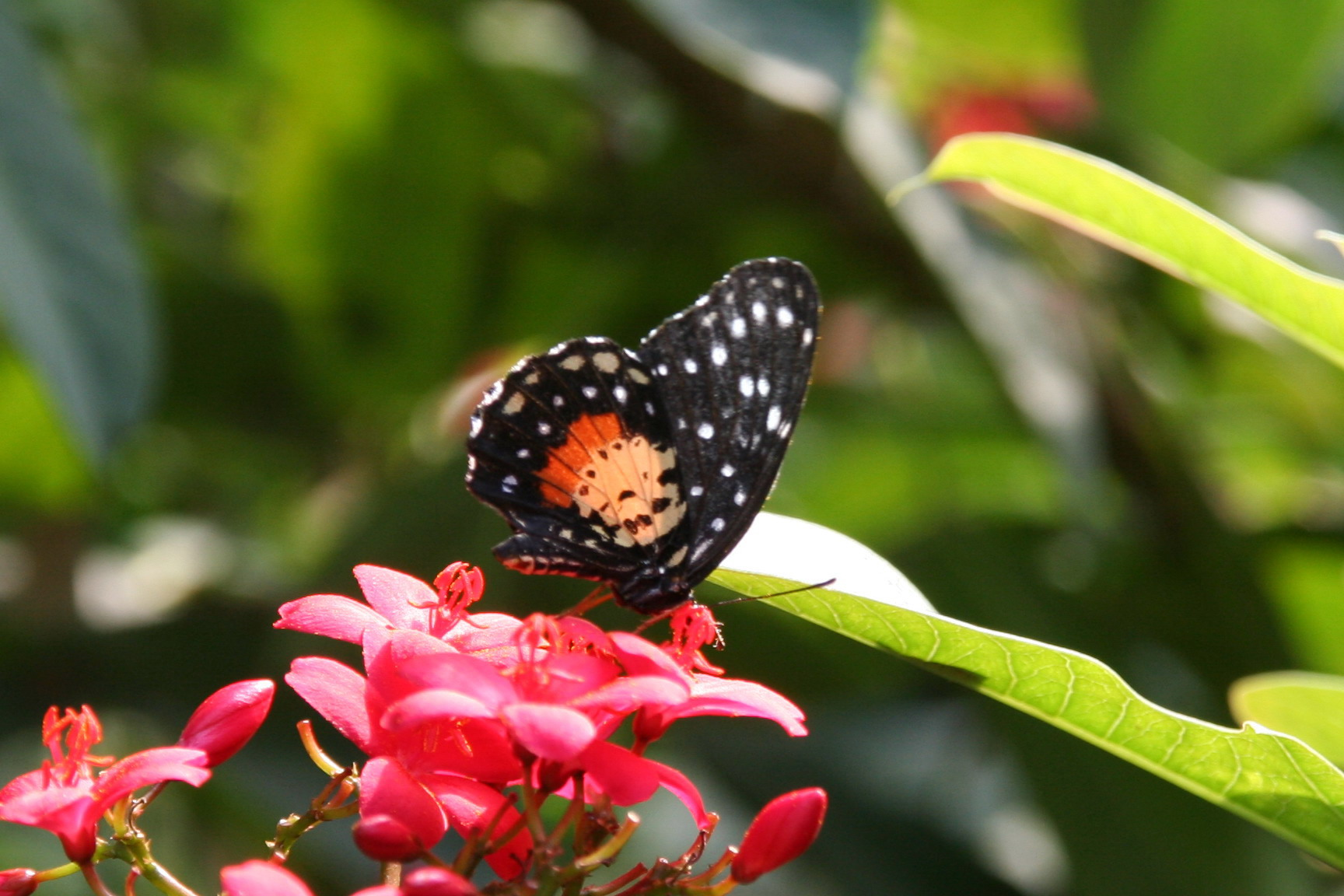
Flügelunterseite

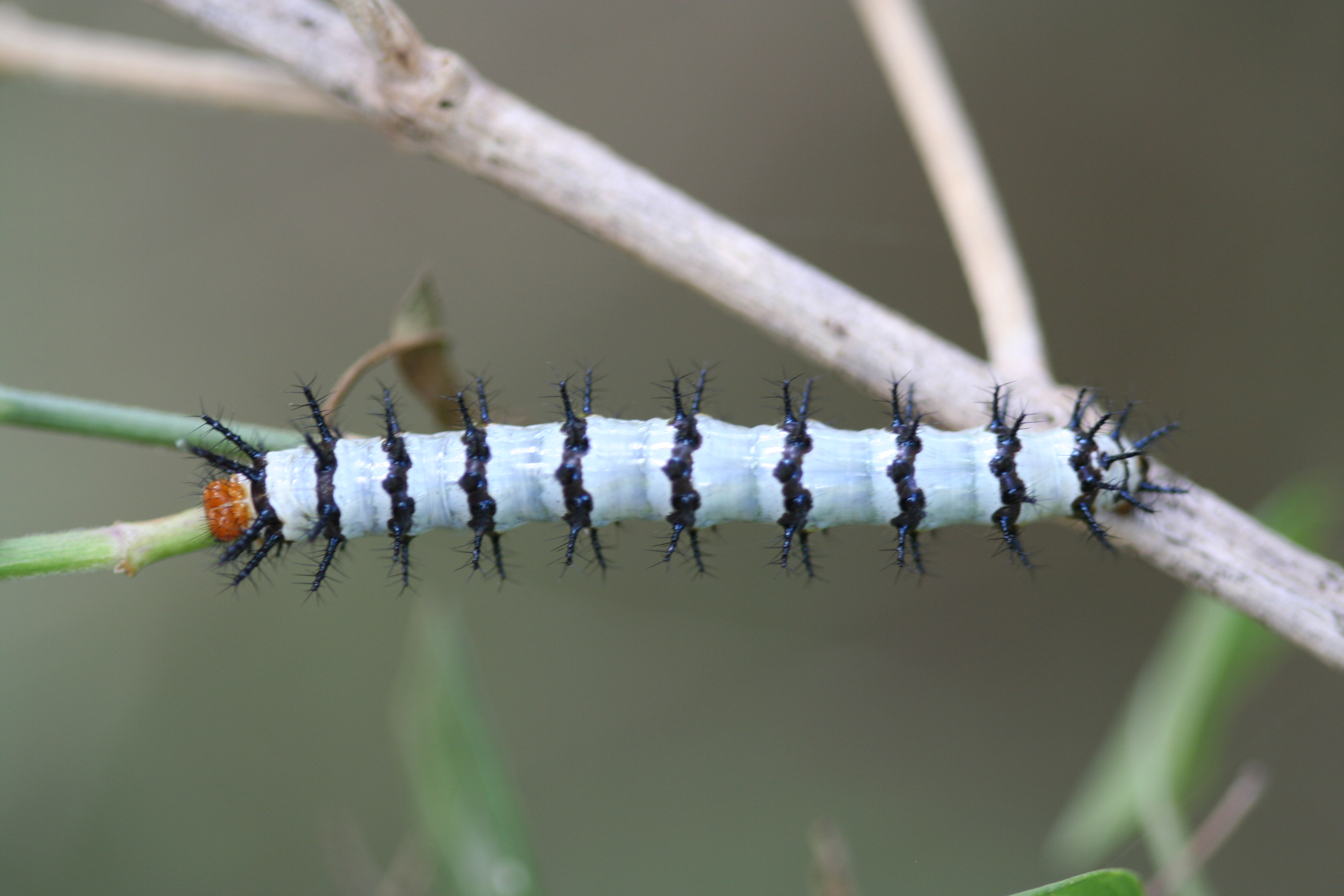
Raupe

Chlosyne janais ist ein Schmetterling (Tagfalter) aus der Familie der Edelfalter (Nymphalidae). 

## Merkmale

### Falter
Die Flügelspannweite der Falter beträgt 48 bis 67 Millimeter. Die Vorderflügeloberseiten sind tiefschwarz gefärbt und mit vielen kleinen weißen Flecken versehen. Die Hinterflügeloberseite zeigt eine kräftig orange Farbe, die von einem breiten schwarzen Band in der Submarginalregion begrenzt wird. Die Vorderflügelunterseite bildet im Wesentlichen die Oberseite etwas blasser ab. Auf der Hinterflügelunterseite zeigt sich von innen nach außen die folgende farbliche Abfolge: Basalregion schwarz mit hellen Streifen, Diskalregion ockerfarben mit zwei schwarzen Punktreihen, Postdiskalregion orange sowie Submarginalregion schwarz mit einer weißen und einer ockerfarbenen Punktreihe.

### Ei, Raupe, Puppe
Die Eier haben eine kugelrunde Form, sind mit Rippen versehen und gelblich gefärbt. Sie werden in Gruppen auf der Unterseite der Blätter der Nahrungspflanze abgelegt.
Ausgewachsene Raupen haben eine weißlich blaue bis hell grünliche Farbe. Auf jedem Segment befinden sich schwarze Querstreifen, von denen dunkle, verzweigte Dornen ausgehen. Der Kopf ist orange braun.
Die Puppe ist gelblich bis weißlich gefärbt und mit kleinen schwarzen Punkten oder Streifen versehen. Sie ist als Stürzpuppe ausgebildet.

### Ähnliche Arten
Chlosyne rosita zeigt nur eine oder gar keine schwarze Punktreihe in der Diskalregion auf der Hinterflügelunterseite.

## Verbreitung und Vorkommen
Das Hauptverbreitungsgebiet der Art liegt in Mittelamerika und erstreckt sich südlich bis nach Kolumbien. Das nördlichste Vorkommen liegt in den US-Bundesstaaten Arizona und Texas. Chlosyne janais besiedelt bevorzugt subtropische Waldränder.

## Unterarten
Neben der Nominatform Chlosyne janais janais werden zwei weitere Unterarten, die beide in Mexiko vorkommen, unterschieden:
- Chlosyne janais gloriosa Bauer, 1960
- Chlosyne janais marianna Röber, 1914

## Lebensweise
Die Falter fliegen in fortlaufenden Generationen, in Texas von Juli bis November. Sie saugen gerne an Blüten. Junge Raupen leben gesellig und ernähren sich von den Blättern verschiedener Akanthusgewächsen (Acanthaceae).